# Chaudes-Aigues
Chaudes-Aigues – miejscowość i gmina we Francji, w regionie Owernia-Rodan-Alpy, w departamencie Cantal. W 2013 roku populacja gminy wynosiła 941 mieszkańców.

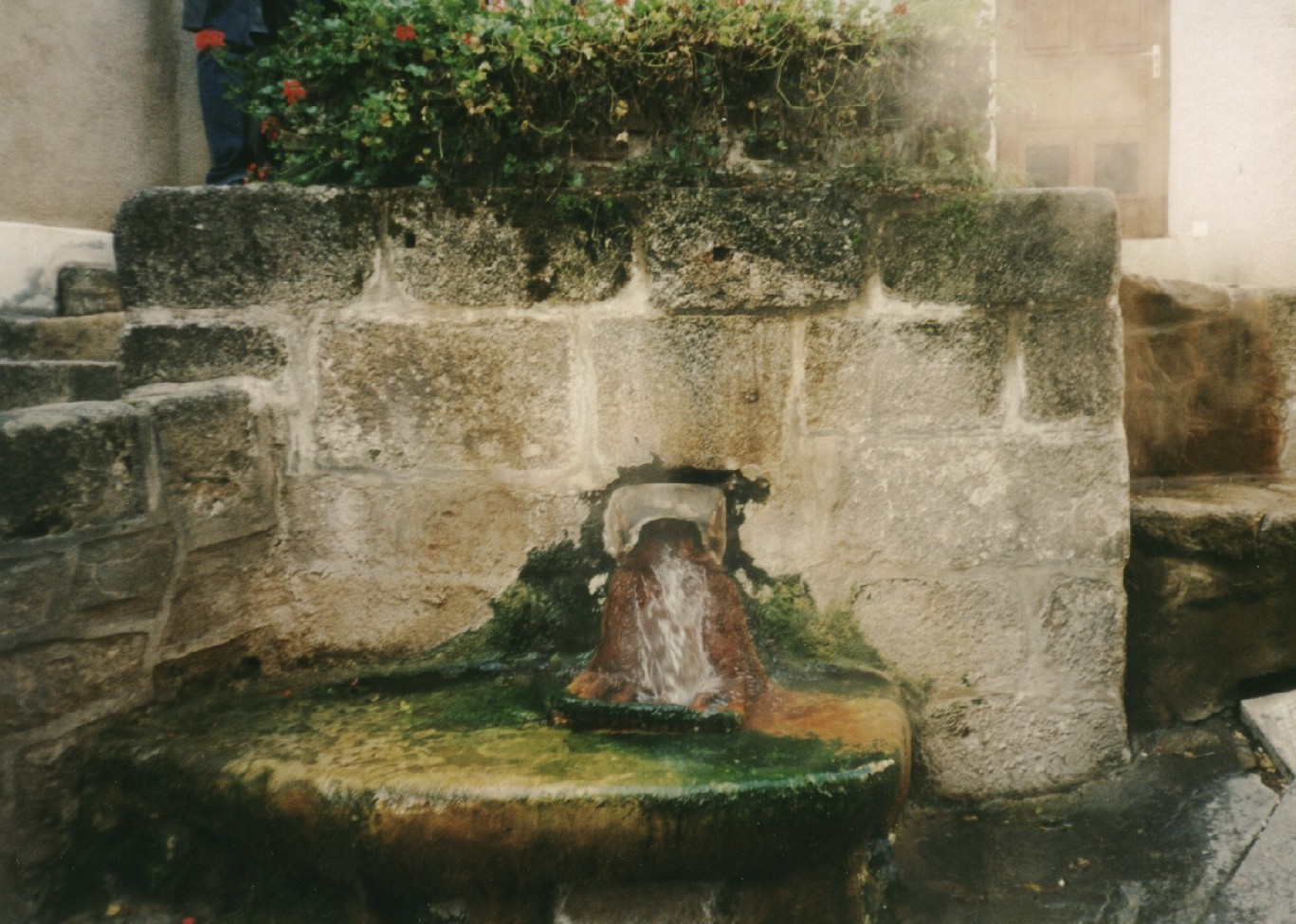
Źródło termalne w Chaudes-Aigues

Chaudes-Aigues położone jest w wąwozie Remontalou – pomiędzy masywami Cantal, Margeride oraz Aubrac. Przez gminę przepływają rzeki Truyère i Bès.
W Chaudes-Aigues znajdują się źródła termalne. W źródle Par temperatura wody dochodzi do 82 °C. Znajduje się ono w uliczce powyżej Place du Marché. Jego przepływ (300 l na minutę) jest wystarczający, aby zaopatrzyć w wodę spa Caleden.